# 세계평화공원

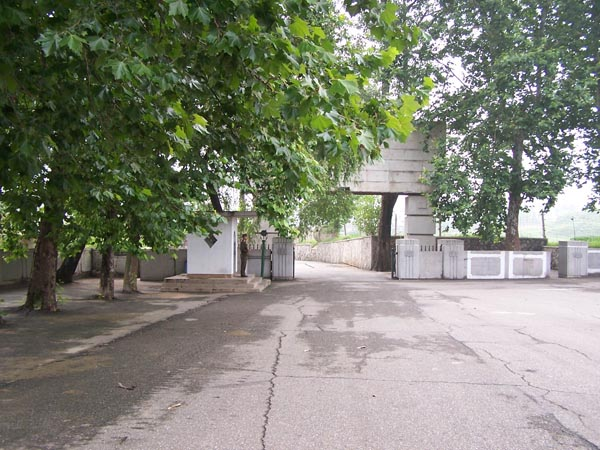
휴전선 비무장지대(DMZ) 입구 전경 (2005년 촬영)

휴전선 비무장지대(DMZ) 세계평화공원은 한반도의 남북관계를 개선하고 평화를 정착시키기 위해 휴전선 비무장지대(DMZ)에 조성할 예정인 평화공원이다. 박근혜 대통령의 주요 공약 중 하나이고, 장소는 경기도 파주 지역이 유력하다.

## 배경
휴전선 비무장지대(DMZ) 세계평화공원이 처음 언급된 것은 2004년 7월 15일 시작된 DMZ포럼 국제회의에서 넬슨 만델라 전 남아공 대통령이 포럼 참석에 대신한 특별 메시지에서 DMZ 활용방안으로서 평화공원 조성에 대해 공식 제안한 것이다. 그는 과거 2001년 3월 김대중 대통령을 만났을때에도 "남북관계 증진과 통일의 가교로서 DMZ 활용방안’에 대해 말씀 드린 적이 있다"고 밝혔다. 만델라 전 대통령은 자신의 제안 이유를 "한반도와 동북아 지역에 긍정적 효과는 물론, 세계 각국이 평화를 실현하고... 새로운 시각과 지평을 열어 줄 수 있다고 생각했기 때문"이라고 설명했다.
그는 또한 "남북한 지도자들에게 바랐던 것은 남북한이 함께 손을 잡고 DMZ를 평화의 공원으로 가꾸어 나가는 것"이라며 남아공화국에서 접경 지역에 조성한 평화의 공원의 성공사례를 구체적으로 설명하고 있다. 이는 자신이 당시 김대중대통령에게 제안한 ' DMZ프로젝트'에서 일정한 역할을 자임했던 것을 강조하고 있다. 박근혜 대통령이 2013년 미국 상하원 연설에서도 밝힌 대북정책이다.

## 장소
공원이 만들어질 장소는 경기도가 유력하다. 세계평화공원은 박근혜 대통령의 'DMZ 한반도 생태평화벨트' 정책 즉 경기도 지역의 대선공약이었기 때문이다. 강원특별자치도에서도 공원유치를 주장하나, 가능성은 높지 않다. 경기도에서는 파주 지역이 가장 유력한 후보지로 거론된다.
경기도는 2006년부터 2020년까지 DMZ 평화생태공원 조성사업을 추진중이다. 파주 임진각과 임진나루 일원에 270여억원 들여 DMZ 일원의 자연생태 경관을 평화·생태·교육·관광거점으로 조성하는 사업이다. 정부에 재정지원을 요청했으나 거부되어왔다. 경기도측은 박근혜 대통령이 경기도 지역 정책을 중앙 정부의 정책으로 채택한 것으로 평가해, 예산 지원을 기대하고 있다.

## 제2 개성공단
아직 윤곽이 잡힌 것은 아니지만, DMZ 내 평화공원 조성방안에 남북한 경제협력지구 즉 제2개성공단을 넣는 방안도 거론되고 있다. 장소는 경기도 파주가 유력하다. 이와 관련해, 휴전선을 따라 남북평화지대를 조성하여 군 초소를 없애고, 경제협력지대를 조성하자는 의견도 있었다.
2007년 이재정 통일부장관은 파주에 제2의 개성공단을 세우려고 하였다. 중소기업청이 아이디어를 내었으며, 단지 규모는 개성공단과 비슷한 2000만평 정도다.
2013년 4월 김우중 전 대우그룹 회장은, 1992년 200만평 남포공단과 2002년 100만평 개성공단의 잇다른 실패에 대해, 공단을 남한이나 중국에 세우고 북한 노동자를 수입해야만 할 것이라고 말한다. 북한은 쇄국주의인 강경파가 있어서, 주기적으로 쇄국정책을 택해 외국 투자 설비를 몰수한다는 것이다.
2013년 6월 박근혜 정부는 세계평화공원의 후속조치로 세계평화공원 안에 제2개성공단을 넣는 방안을 추진중이라고 보도되었다. 2007년 5월 통일부에서 시도했다 포기한 정책인데, 다시 추진중이다.
2013년 6월 민주당 김영환 의원은 DMZ 인근에 평화산업단지를 만들자고 주장한다. ‘제2의 개성공단’을 DMZ 남쪽의 한국 땅에 짓자는 것이다. 북한 근로자들은 DMZ를 가로질러 출퇴근하게 한다. 이동 경로 등을 고려해 인천 교동도, 강원도 철원, 경기도 파주 등을 후보 지역으로 검토했고 그중 철원을 우선 대상지역으로 선정했다. 새누리당 한기호(철원) 의원과 함께 특별법 발의를 논의 중이다. 북한은 개성공단에도 276대의 버스로 근로자들을 매일 출퇴근시켜왔다.

## 시장에 미친 영향

### 부동산 및 증시
DMZ 평화공원 조성은 국가가 주도하는 대형 개발 사업이기 때문에, 부동산 시장과 증시에도 많은 영향을 미쳤다. 우선 개발 호재로 경기도 파주 등지의 땅값이 많이 상승했고, 그 부근에 50억원대 토지를 가진 이화공영, 200억원대 부동산을 소유한 지엠피, 파주에 통합사업장을 준공한 루보, 공장 부지를 소유한 하츠 등의 기업들은 DMZ 평화공원 테마주로 인식되어 정부의 평화공원 개발 계획이 발표될 때마다 주가가 강세를 보였다. 이러한 주가 움직임에 우려하는 목소리도 있지만, 이는 실체가 없는 테마가 아니라 실제로 기업 자산의 상승을 가져오는 대형 호재이기 때문에, 평화공원이 장기적으로 추진되면서 계속 주가에 영향을 줄 것으로 보인다.

### 지자체의 유치 경쟁
또한 휴전선 접경 지역의 지자체들은 평화공원을 유치하기 위해 뜨거운 경쟁을 벌이고 있다. 평화공원과 같이 세상의 이목이 집중된 대규모 개발 사업은 지역경제를 살리는데 결정적인 영향을 줄 것이기 때문이다. 경기도 파주에서는 수도권에서 1시간 가량으로 접근성이 가장 좋다는 점을 내세워 유치를 주장하고 있고, 연천과 철원은 자신들의 위치가 한반도의 중심이라는 점을 내세우고 있으며, 강원도 고성군에서는 해금강, 구선봉, 대강해안 등 자연생태의 명소가 있다는 점을 내세우고 있다.

## 같이 보기
- 넬슨 만델라
- 김대중
- 박근혜
- 개성공단